# Джетмор (Канзас)
Джетмор (англ. Jetmore) — місто (англ. city) в США, в окрузі Годжмен штату Канзас. Населення — 770 осіб (2020).

## Географія
Джетмор розташований за координатами 37°58′55″ пн. ш. 99°53′2″ зх. д. / 37.98194° пн. ш. 99.88389° зх. д. (37.981899, -99.883938).  За даними Бюро перепису населення США в 2010 році місто мало площу 11,64 км², уся площа — суходіл.

## Демографія
Згідно з переписом 2010 року, у місті мешкало 867 осіб у 366 домогосподарствах у складі 232 родин. Густота населення становила 75 осіб/км².  Було 439 помешкань (38/км²).
Расовий склад населення:
| - 96,3 % — білих - 0,5 % — азіатів - 0,1 % — корінних американців - 0,1 % — чорних або афроамериканців - 1,7 % — осіб інших рас |

До двох чи більше рас належало 1,3 %. Частка іспаномовних становила 4,6 % від усіх жителів.
За віковим діапазоном населення розподілялося таким чином: 26,2 % — особи молодші 18 років, 52,0 % — особи у віці 18—64 років, 21,8 % — особи у віці 65 років та старші. Медіана віку мешканця становила 42,1 року. На 100 осіб жіночої статі у місті припадало 90,1 чоловіків;  на 100 жінок у віці від 18 років та старших — 90,5 чоловіків також старших 18 років.
Середній дохід на одне домашнє господарство  становив 58 191 долар США (медіана — 47 143), а середній дохід на одну сім'ю — 73 336 доларів (медіана — 75 109). За межею бідності перебувало 7,4 % осіб, у тому числі 10,8 % дітей у віці до 18 років та 6,2 % осіб у віці 65 років та старших.
Цивільне працевлаштоване населення становило 430 осіб. Основні галузі зайнятості: освіта, охорона здоров'я та соціальна допомога — 37,7 %, роздрібна торгівля — 14,2 %, транспорт — 7,0 %, сільське господарство, лісництво, риболовля — 7,0 %.